# Crocidura serezkyensis
Crocidura serezkyensis (білозубка Серезкая) — дрібний ссавець, вид роду білозубок (Crocidura) родини мідицевих (Soricidae) ряду мідицеподібних (Soriciformes).

## Поширення
Країни поширення: Азербайджан, Казахстан, Таджикистан, Туркменістан. 